# 贺晗
贺晗（1988年—），男，汉族，中华人民共和国政治人物。现任天娱数科副总经理，山西数据流量生态园董事长。第十四届全国政协委员。